# Vomécourt
Vomécourt là một xã ở tỉnh Vosges, vùng Grand Est, Pháp. Xã này có diện tích 7,03 km² dân số năm 1999 là 289 người. Vomécourt nằm ở khu vực có độ cao trung bình 317 m trên mực nước biển.
Người dân địa phương danh xưng tiếng Pháp là Vomécourtois.
Xã này có cự ly 4 km về phía nam của Rambervillers.

## Hành chính
| Danh sách các xã trưởng                |           |                 |      |                              |
| Giai đoạn                              | Giai đoạn | Tên             | Đảng | Tư cách                      |
| 2001                                   | 2008      | Pierre Vincent  |      | Exploitant agricole retraité |
| 2008                                   | 2014      | Bertrand Choley |      | Exploitant agricole          |
| Tất cả các dữ liệu trước đây không rõ. |           |                 |      |                              |

## Biến động dân số
| Năm | 1962 | 1968 | 1975 | 1982 | 1990 | 1999 |
| --- | ---- | ---- | ---- | ---- | ---- | ---- |
| Dân số | 228  | 249  | 215  | 234  | 258  | 289  |
| From the year 1962 on: No double counting—residents of multiple communes (e.g. students and military personnel) are counted only once. |      |      |      |      |      |      |